# ريتشارد إيوينغ
ريتشارد إيوينغ (بالإنجليزية: Richard T. Ewing)‏ هو مجدف أمريكي، ولد في القرن العشرين.

## وصلات خارجية
- ريتشارد إيوينغ على موقع الاتحاد الدولي للتجديف (الإنجليزية)